# Belozersky (huyện của Vologda)
Huyện Belozersky (tiếng Nga: Белозерский райо́н) là một huyện hành chính tự quản (raion), của Tỉnh Vologda, Nga. Huyện có diện tích 6015 km². Trung tâm của huyện đóng ở Belozersk.